# Christine Bergmann
Christine Bergmann (ur. 7 września 1939 w Dreźnie) – niemiecka polityk, farmaceutka i samorządowiec, działaczka Socjaldemokratycznej Partii Niemiec (SPD), wiceburmistrz Berlina, w latach 1998–2002 minister do spraw rodziny, osób starszych, kobiet i młodzieży w rządzie federalnym.

## Życiorys
Od 1957 studiowała farmację na Uniwersytecie Lipskim, w 1963 zdała egzamin zawodowy, po czym pracowała jako aptekarka w Berlinie. W latach 1967–1977 zatrudniona w branżowym periodyku „Zentralblatt für Pharmazie, Pharmakotherapie u. Laboratoriumsdiagnostik”, później do 1989 pozostawała członkinią jego redakcji. Od 1977 do 1990 była pracownikiem naukowym w enerdowskim instytucie do spraw leków (Institut für Arzneimittelwesen der DDR). W 1989 doktoryzowała się na Uniwersytecie Humboldtów w Berlinie.
Od 1977 należała do Wolnych Niemieckich Związków Zawodowych oraz Towarzystwa Przyjaźni Niemiecko-Radzieckiej. W 1989, w okresie przemian politycznych w Niemieckiej Republice Demokratycznej, dołączyła do nowo powstałej SDP. W 1990 objęła funkcję przewodniczącego zgromadzenia miejskiego w enerdowskim Berlinie (ostatniego w historii). Po zjednoczeniu Niemiec została członkinią Socjaldemokratycznej Partii Niemiec, w 1990 powołana na wiceprzewodniczącą miejskich struktur SPD.
W październiku 1991 powołana na wiceburmistrza Berlina (zastępczynię Eberharda Diepgena) oraz senatora do spraw pracy, szkoleń zawodowych i kobiet. Funkcje te pełniła do października 1998. W tym samym miesiącu została do spraw rodziny, osób starszych, kobiet i młodzieży w rządzie federalnym Gerharda Schrödera. Stanowisko to zajmowała przez pełną kadencję do października 2002.
Od 1995 do 2004 wchodziła w skład zarządu federalnego SPD, w 2004 tymczasowo zarządzała strukturami partii w Berlinie. W 2002 została prezesem socjaldemokratycznego Forum Einheit der Stadt, a w 2011 dołączyła do rady fundacji Stiftung Zukunft Berlin.
Odznaczona Krzyżem Zasługi I Klasy Orderu Zasługi Republiki Federalnej Niemiec (2011).